# Società Sportiva Fascista Barletta 1942-1943
Questa voce raccoglie le informazioni riguardanti la Società Sportiva Fascista Barletta nelle competizioni ufficiali della stagione 1942-1943.

## Rosa
| N. |                   | Ruolo | Calciatore       |
| -- | ----------------- | ----- | ---------------- |
|    | Italia (bandiera) | A     | G. Alampi        |
|    | Italia (bandiera) | A     | Giovanni Calvani |
|    | Italia (bandiera) | A     | N. Calvani       |
|    | Italia (bandiera) | C     | Giuseppe Cilli   |
|    | Italia (bandiera) | P     | Enrico Costanzo  |
|    | Italia (bandiera) | A     | G. Costanzo      |
|    | Italia (bandiera) | D     | E. Crocianelli   |
|    | Italia (bandiera) | C     | Giuseppe De Luca |
|    | Italia (bandiera) | C     | F. P. Distaso    |

| N. |                   | Ruolo | Calciatore     |
| -- | ----------------- | ----- | -------------- |
|    | Italia (bandiera) | A     | C. Fiore       |
|    | Italia (bandiera) | A     | Giacinto Guida |
|    | Italia (bandiera) | A     | Giovanni Guida |
|    | Italia (bandiera) | C     | P. Lattanzio   |
|    | Italia (bandiera) | D     | V. Laurora     |
|    | Italia (bandiera) | A     | C. Liberti     |
|    | Italia (bandiera) | P     | A. Mannocci    |
|    | Italia (bandiera) | A     | V. Matricciani |
|    | Italia (bandiera) | C     | R. Rossini     |